# Keri Russell
Keri Lynn Russell (Fountain Valley, 23 marzo 1976) è un'attrice statunitense, principalmente nota per il ruolo di Felicity Porter nella serie televisiva Felicity (1998-2002), per il quale ha vinto un Golden Globe, e per quello di Elizabeth Jennings nell'acclamata serie televisiva The Americans (2013-2018), per la quale ha ricevuto tre candidature al Premio Emmy e due ai Golden Globe. Ha ricevuto ulteriori candidature agli Emmy e al Golden Globe per la sua interpretazione nella serie televisiva The Diplomat.
L'attrice ha inoltre preso parte a diversi film tra cui Mission: Impossible III (2006), Waitress - Ricette d'amore (2007), La musica nel cuore - August Rush (2007), Misure straordinarie (2010), Alla ricerca di Jane (2013), Apes Revolution - Il pianeta delle scimmie (2014), Free State of Jones (2016) e Star Wars - L'ascesa di Skywalker (2019).

## Biografia

### Primi anni

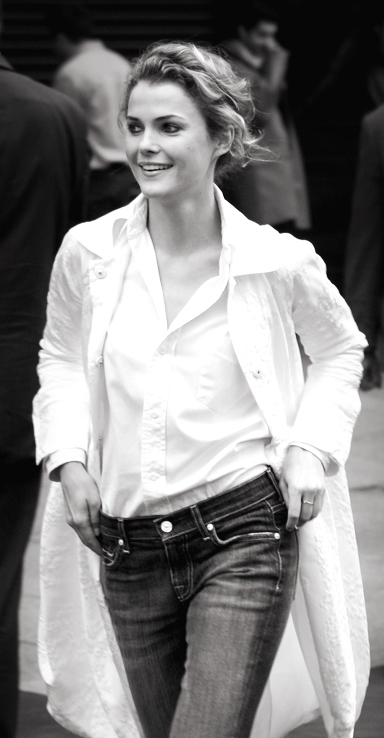
Nell'aprile 2006, alla premiere britannica di Mission Impossible 3

Nata a Fountain Valley, in California, a causa del lavoro di suo padre, un dirigente di Nissan Motor, è cresciuta inizialmente in Texas per poi spostarsi in Arizona e Colorado. Studia danza per molti anni, ottenendo delle borse di studio che le permetteranno di continuare i suoi studi. Ha un fratello maggiore, Todd, e una sorella minore, Julie.

### Anni 1990
Giovanissima entra nel mondo dello spettacolo partecipando al programma di Disney Channel Mickey Mouse Club al fianco delle future star Christina Aguilera, Justin Timberlake e Britney Spears. Grazie a questa esperienza durata tre anni, approda al cinema con il film Tesoro, mi si è allargato il ragazzino del 1992. Nel 1994 Russell appare come "altra donna" nel video musicale di Bon Jovi Always e nel 1997 in due episodi di Roar.
Dopo aver recitato in diverse fiction televisive, tra cui The Babysitter's Seduction, nel 1998 ottiene la popolarità grazie al personaggio di Felicity Porter, eroina della serie Felicity, la prima creazione televisiva di J. J. Abrams, nella quale Russell interpreta una giovane studentessa che si è iscritta alla New York University per inseguire il suo amore segreto del liceo, interpretato da Scott Speedman. La serie è stata un successo critico e commerciale, facendo guadagnare all'attrice un Golden Globe come migliore attrice nella prima stagione; tuttavia, gli ascolti calano drasticamente all'inizio della seconda stagione, quando la serie viene spostata in un'altra fascia oraria. Si è conclusa nel 2002, dopo quattro stagioni, corrispondenti ad altrettanti anni universitari.

### Anni 2000
Dopo Felicity, Russell si trasferisce a New York City e debutta sul palcoscenico off-Broadway nel 2004 in Fat Pig di Neil LaBute. Grazie alla fama conseguita, ottiene ruoli al cinema nei film Mad About Mambo, We Were Soldiers - Fino all'ultimo uomo e Litigi d'amore. Recita nella miniserie storica Into the West, prodotta nel 2005 da Steven Spielberg e DreamWorks e presentata in anteprima su Turner Network Television (TNT). La miniserie, molto ben accolta dalla critica, è composta da 6 episodi di un'ora e mezza. A metà del 2006, Russell viene scritturata come testimonial per i cosmetici CoverGirl. Nello stesso anno, recita come protagonista in Rothenburg, un horror psicologico, ispirato al caso Armin Meiwes, nei panni di Katie Armstrong, una studentessa universitaria che scrive la sua tesi su un famigerato caso di omicidio e cannibalismo.
Nel 2006 lavora al fianco di Tom Cruise in Mission: Impossible III, mentre nel 2007 partecipa a tre fil: come protagonista in Waitress - Ricette d'amore al fianco di Robin Williams, con Jonathan Rhys Meyers in La musica nel cuore - August Rush e, nel thriller The Girl in the Park al fianco di Sigourney Weaver e Kate Bosworth. Sempre nel 2007, ha interpretato Melody nello show della NBC Scrubs. Nell'estate del 2007, appare in The Keri Kronicles, una sitcom reality show sponsorizzata da CoverGirl e andata in onda su Myspace; lo spettacolo viene girato a casa di Russell a Manhattan e mette in luce la sua vita. L'11 novembre 2007, appare sulla copertina della rivista Page Six del New York Post . Nel 2008 ha collaborato di nuovo con la Disney nella commedia Racconti incantati di Adam Sandler, diretta da Adam Shankman. Il 15 dicembre 2008, ha rilasciato un'intervista sul programma televisivo The View, affermando di aver ottenuto la parte perché la moglie di Adam Sandler, Jackie, l'aveva notata in Waitress. Russell ha doppiato Wonder Woman in un film d'animazione pubblicato direct-to-video il 3 marzo 2009.

### Anni 2010
Russell ha recitato nel film diretto da Tom Vaughan Misure straordinarie per la CBS Films. Le riprese del film sono iniziate il 6 aprile 2009. Misure straordinarie è uscito il 22 gennaio 2010, ed è stato il primo film ad entrare in produzione per la nuova società. Russell interpretava Aileen Crowley, una madre che cerca di costruire una normale vita domestica per i suoi figli malati mentre il marito e uno scienziato non convenzionale sono in corsa contro il tempo per trovare una cura. Nel 2011, Russell recitato nella serie Fox Running Wilde, una sitcom demenziale con Will Arnett, che viene sviluppata dal creatore dell'acclamato Arrested Development. La serie è un flop di critica e di pubblico e termina nel 2011 con la prima stagione di tredici episodi. L'anno seguente, è tornata al cinema indipendente con un ruolo secondario nella commedia Goats, al fianco di David Duchovny e Vera Farmiga.
Dal 2013 è attrice protagonista nella serie drammatica per il canale via cavo FX The Americans, nel ruolo di Elizabeth Jennings, agente sovietico infiltrato negli Stati Uniti e moglie di un connazionale interpretato da Matthew Rhys. Nel 2014, Russell recita nel film d'azione e di fantascienza Apes Revolution - Il pianeta delle scimmie, sequel de l'alba del pianeta delle scimmie del 2011, dove veste i panni di Ellie, una dipendente dei CDC di Atlanta. Il film è stato diretto da Matt Reeves, il co-creatore di Felicity, ed è stato un successo di critica e di pubblico. Interpreta il ruolo di Serena Knight nel film storico di guerra del 2016 Free State of Jones.
Nel 2017, riceve una stella sulla Hollywood Walk of Fame. Nel luglio 2018, si unisce al cast di Star Wars - L'ascesa di Skywalker, uscito il 20 dicembre 2019 e diretto da J.J. Abrams, regista con il quale aveva già collaborato in Felicity ed in Mission: Impossible III. Nell'agosto 2018, interpreta Anna nel primo revival di Broadway della commedia di Lanford Wilson Burn This, che debutta nel marzo 2019 all'Hudson Theatre.

### Anni 2020
Il 16 marzo 2023, Netflix ha annunciato che Russell reciterà in The Diplomat, una serie politica della sceneggiatrice e produttrice di The West Wing - Tutti gli uomini del Presidente Debora Cahn. La serie ha debuttato il 20 aprile 2023. Sempre nel 2023, Russell recita nella commedia horror Cocainorso, diretta da Elizabeth Banks.

## Vita privata
Il 14 febbraio del 2007 si è sposata con il falegname Shane Deary, da cui ha avuto due figli: River Deary Russell, nato il 9 giugno dello stesso anno, e Willa Lou Deary Russell, nata il 27 dicembre 2011. Nel dicembre del 2013 i due rivelarono di essersi separati durante l’estate.
Sempre 2013, l'attrice ha iniziato a frequentare Matthew Rhys, conosciuto sul set della serie The Americans. Nel maggio 2016 diventa mamma, per la terza volta, di Sam.

## Filmografia

### Cinema
- Tesoro, mi si è allargato il ragazzino (Honey I Blew Up the Kid), regia di Randal Kleiser (1992)
- Eight Days a Week, regia di Michael Davis (1997)
- Omicidi di classe (Dead Man's Curve), regia di Dan Rosen (1998)
- Mad About Mambo, regia di John Forte (2000)
- We Were Soldiers - Fino all'ultimo uomo (We Were Soldiers), regia di Randall Wallace (2002)
- Litigi d'amore (The Upside of Anger), regia di Mike Binder (2005)
- Mission: Impossible III, regia di J. J. Abrams (2006)
- Rohtenburg, regia di Martin Weisz (2006)
- Waitress - Ricette d'amore (Waitress), regia di Adrienne Shelly (2007)
- The Girl in the Park, regia di David Auburn (2007)
- La musica nel cuore - August Rush (August Rush), regia di Kirsten Sheridan (2007)
- Racconti incantati (Bedtime Stories), regia di Adam Shankman (2008)
- Fratelli in erba (Leaves of Grass), regia di Tim Blake Nelson (2009)
- Misure straordinarie (Extraordinary Measures), regia di Tom Vaughan (2010)
- Goats, regia di Christopher Neil (2012)
- Alla ricerca di Jane (Austenland), regia di Jerusha Hess (2013)
- Dark Skies - Oscure presenze (Dark Skies), regia di Scott Stewart (2013)
- Apes Revolution - Il pianeta delle scimmie (Dawn of the Planet of the Apes), regia di Matt Reeves (2014)
- Free State of Jones, regia di Gary Ross (2016)
- Star Wars - L'ascesa di Skywalker (Star Wars: The Rise of Skywalker) regia di J. J. Abrams (2019)
- Antlers - Spirito insaziabile (Antlers), regia di Scott Cooper (2021)
- Cocainorso (Cocaine Bear), regia di Elizabeth Banks (2023)

### Televisione
- Crescere, che fatica! (Boy Meets World) – serie TV, episodio 1x07 (1993)
- Emerald Cove – soap opera, episodi sconosciuti (1993)
- Daddy's Girl – serie TV, episodi 1x01-1x02-1x03 (1994)
- Sposati... con figli (Married... with Children) – serie TV, episodio 9x26 (1995)
- Clerks., regia di Michael Lessac (1995) - cortometraggio televisivo
- Il fascino dell'inganno (The Babysitter's Seduction), regia di David Burton Morris (1996) – film TV
- I ragazzi di Malibu (Malibu Shores) – serie TV, 10 episodi (1996)
- Il complotto (The Lottery), regia di Daniel Sackheim (1996) – film TV
- Amore conteso (When Innocence Is Lost), regia di Bethany Rooney (1997) – film TV
- Settimo cielo (7th Heaven) – serie TV, episodio 1x17 (1997)
- Roar – serie TV, episodi 1x01-1x04 (1997)
- Felicity – serie TV, 84 episodi (1998-2002)
- Cinderelmo, regia di Bruce Leddy (1999) – film TV
- The Magic of Ordinary Days, regia di Brent Shields (2005) – film TV
- Into the West – miniserie TV, parte 2 (2005)
- Scrubs - Medici ai primi ferri (Scrubs) – serie TV, episodi 6x18-6x19 (2007)
- Running Wilde – serie TV, 13 episodi (2010-2011)
- Arrested Development - serie TV, episodio 4x12 (2013) - voce
- The Americans – serie TV, 75 episodi (2013-2018)
- The Diplomat – serie TV, 14 episodi (2023-2024)

### Videoclip
- Always dei Bon Jovi (1994)

### Doppiatrice
- Wonder Woman, regia di Lauren Montgomery (2009)
- Open Roads (2024) - videogioco

## Riconoscimenti
- Golden Globe
  - 1999 – Miglior attrice in una serie drammatica per Felicity
  - 2017 – Candidatura alla miglior attrice in una serie drammatica per The Americans
  - 2019 – Candidatura alla miglior attrice in una serie drammatica per The Americans
  - 2024 – Candidatura alla miglior attrice in una serie drammatica per The Diplomat
  - 2025 - Candidatura alla miglior attrice in una serie drammatica per The Diplomat
- Premio Emmy
  - 2016 – Candidatura alla miglior attrice in una serie drammatica per The Americans
  - 2017 – Candidatura alla miglior attrice in una serie drammatica per The Americans
  - 2018 – Candidatura alla miglior attrice in una serie drammatica per The Americans
  - 2023 – Candidatura alla miglior attrice protagonista in una serie drammatica per The Diplomat
  - 2025 – Candidatura alla miglior attrice protagonista in una serie drammatica per The Diplomat
- Critics' Choice Television Award
  - 2013 – Candidatura alla miglior attrice in una serie drammatica per The Americans
  - 2014 – Candidatura alla miglior attrice in una serie drammatica per The Americans
  - 2015 – Candidatura alla miglior attrice in una serie drammatica per The Americans
  - 2024 – Candidatura alla miglior attrice in una serie drammatica per The Diplomat
  - 2025 – Candidatura alla miglior attrice in una serie drammatica per The Diplomat
- Satellite Award
  - 2005 – Candidatura alla miglior attrice in una mini-serie o film televisivo per The Magic of Ordinary Days
  - 2014 – Candidatura alla miglior attrice in una serie drammatica per The Americans
  - 2015 – Miglior attrice in una serie drammatica per The Americans
- Saturn Award
  - 2014 – Candidatura alla miglior attrice in una serie televisiva per The Americans
- Teen Choice Awards
  - 1999 – Miglior rivelazione per Felicity

## Doppiatrici italiane
Nelle versioni in italiano dei suoi lavori, Keri Russell è stata doppiata da:
- Stella Musy in Felicity, Scrubs - Medici ai primi ferri, Racconti incantati, Cocainorso, The Diplomat
- Barbara De Bortoli ne Il complotto, Amore conteso, Litigi d'amore, Alla ricerca di Jane
- Federica De Bortoli in Free State of Jones, Star Wars - L'ascesa di Skywalker, Antlers - Spirito insaziabile
- Georgia Lepore in We Were Soldiers - Fino all'ultimo uomo, Misure straordinarie
- Francesca Fiorentini in Fratelli in erba, The Americans
- Rossella Acerbo in Tesoro, mi si è allargato il ragazzino
- Elisabetta Spinelli in Mad About Mambo
- Laura Lenghi in Mission Impossible III
- Myriam Catania in Waitress - Ricette d'amore
- Connie Bismuto ne La musica nel cuore - August Rush
- Mavi Felli in Dark Skies - Oscure presenze
- Tiziana Avarista in Apes Revolution - Il pianeta delle scimmie
- Eleonora De Angelis ne Il fascino dell'inganno
- Valentina Mari ne I ragazzi di Malibu
- Ilaria Latini ne Il fascino dell'inganno (ridoppiaggio)

Come doppiatrice, viene sostituita da:
- Ilaria Latini in Wonder Woman